# Пенакова (Фелгейраш)
Пенакова (порт. Penacova) — район (фрегезия) в Португалии, входит в округ Порту. Является составной частью муниципалитета Фелгейраш. По старому административному делению входил в провинцию Дору-Литорал. Входит в экономико-статистический субрегион Тамега, который входит в Северный регион.
Население составляет 1135 человек на 2001 год.
Район занимает площадь 3,20 км².